# Kapyorkmonark
Kapyorkmonark (Arses lorealis) är en fågel i familjen monarker inom ordningen tättingar.

## Utseende och läte
Kapyorkmonark är en liten svartvit flugsnapparliknande fågel. Undersidan är helt vit. Ovantill har den en svart ögonmask, svart stjärt och svarta vingar. Runt ögat syns en blå ring. Ryggen är svart med ett vitt band. Baksidan har som en fluffig vit krage, lite likt en rymdhjälm. Liknande svartvit monark har ett brett svart bröstband. Bland lätena hörs upprepade nasala sträva ljud.

## Utbredning och systematik
Fågeln förekommer i norra Queensland (utmed kusten på Kap Yorkhalvön söderut till Cooktown) i Australien. Den behandlas som monotypisk, det vill säga att den inte delas in i några underarter. Tidigare betraktades den som underart till kråsmonark (Arses telescophthalmus). 

## Levnadssätt
Kapyorkmonarken hittas i fuktiga skogar. Den födosöker likt en trädkrypare genom att röra sig upp- och nerför trädstammar på jakt efter insekter i barken.

## Status och hot
Arten har ett stort utbredningsområde, men tros minska i antal, dock inte tillräckligt kraftigt för att den ska betraktas som hotad. Internationella naturvårdsunionen IUCN listar arten som livskraftig (LC).